# Simhoppförbundet Härveli
Det finska Simhoppförbundet Härveli grundades år 1946. Föreningen fokuserar primärt på simhopp. Härveli var den första simhoppsföreningen i Finland. I och med grundandet av Härveli fick simhopparna ett ordentligt förbund och träningslokaler. Härveli har deltagit i flera simhoppstävlingar i Finland. Senare har Härveli fokuserat på unga simhoppare och har bland annat kurser för unga. Träningslokalerna för Härveli ligger i Helsingfors.

## Historia
Simhopparna hade inte haft hög status Finland. Den 30 mars 1946 samlades några simhoppare för att bilda en simhoppsförening. Föreningens namn blev Härveli. I början var Härveli en ”gentlemän”-förening vilket innebar att endast erfarna hoppare accepterades. För att bli en medlem krävdes det att man kunde hoppa det svåra, klassiska simhoppet ”härveli”. Dessutom måste man visa upp någon konstnärlig simhoppsuppvisning för att bevisa att man hade en ”konstnärliga själ”. Härveli fungerade som en ”gentlemän”-förening i nästan tre år. Föreningen registrerades 1958 och lite senare kunde också kvinnor bli medlemmar. Härveli blev en av Finska Simförbundets officiella medlemsföreningar. 

### Tävlingar
År 1950 ordnade Härveli den första nordiska clownhopptävlingen i Hummelviken i Helsingfors. Den första clownhopptävlingen ordnades redan 1950, men de fungerade mest som en reklamkampanj för simhopp i Finland. Under 1950-talet blev finska mästerskapstävlingarna i simhopp vanligare och Härveli deltog i dem.

### Medlemmar
Härveli har representerats av bland andra Helge Wasenius, som har deltagit i olympiska spelen år 1952 och 1956. Också Birger Kivelä har varit medlem i Härveli.